# Казімежув (Лосицький повіт)
Казімежув (пол. Kazimierzów) — село в Польщі, у гміні Стара Корниця Лосицького повіту Мазовецького воєводства.
Населення — 146 осіб (2011).
У 1975-1998 роках село належало до Білопідляського воєводства.

## Демографія
Демографічна структура станом на 31 березня 2011 року:
|          | Загалом | Допрацездатний вік | Працездатний вік | Постпрацездатний вік |
| -------- | ------- | ------------------ | ---------------- | -------------------- |
| Чоловіки | 76      | 12                 | 52               | 12                   |
| Жінки    | 70      | 11                 | 36               | 23                   |
| Разом    | 146     | 23                 | 88               | 35                   |